# Ammothella appendiculata
Ammothella appendiculata là một loài nhện biển trong họ Ammotheidae. Loài này thuộc chi Ammothella. Ammothella appendiculata được miêu tả khoa học năm 1881 bởi Dohrn.